# Arrondissement de Delémont
L'arrondissement de Delémont est une ancienne subdivision administrative française du département du Haut-Rhin créée le 17 février 1800 et supprimée le 11 avril 1814.

## Composition
Il comprenait les cantons de Bienne, Courtelary, Delémont, Laufon et Moutier.

## Liens
« L'almanach impérial pour l'année 1810 - Chapitre X : Organisation administrative »